# Ozarba terminipuncta
Ozarba terminipuncta là một loài bướm đêm trong họ Noctuidae.